# Диск-гольф

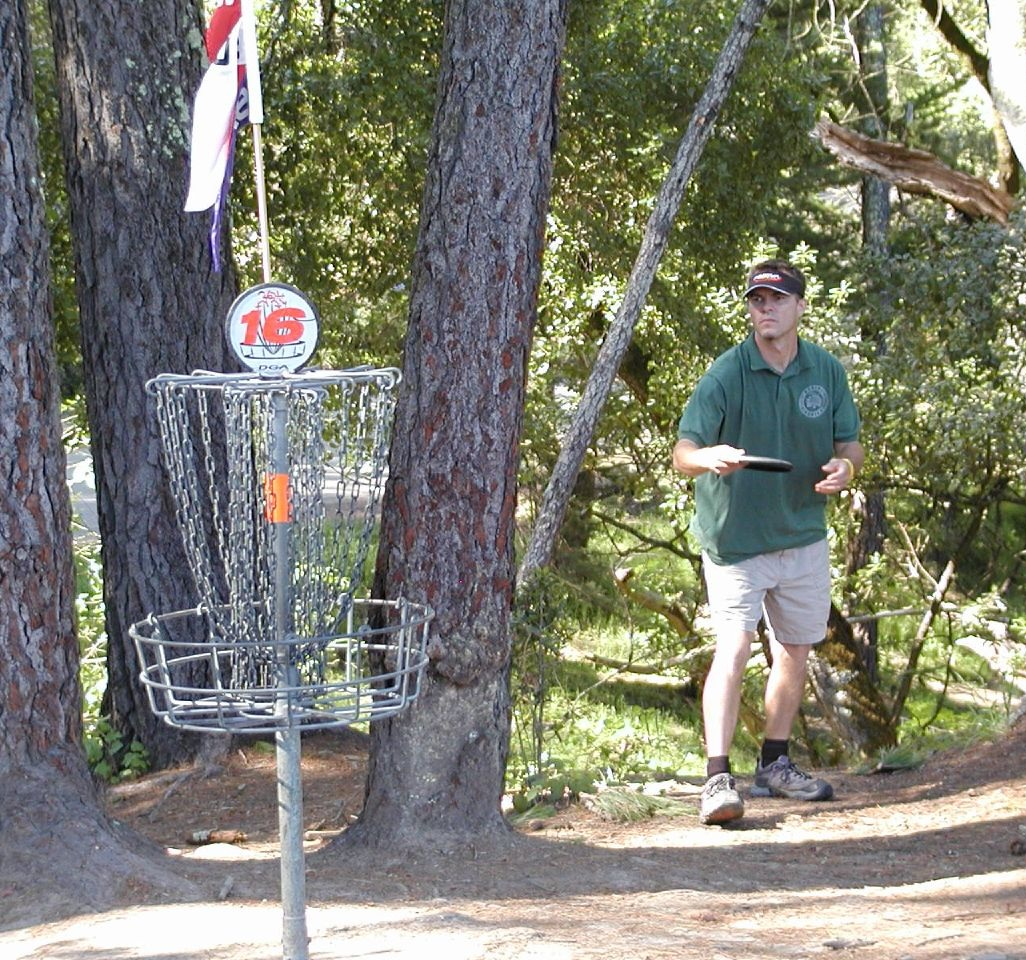
Игрок бросает диск в корзину

Дискгольф (также фрисби-гольф, англ. disc golf) — индивидуальный вид спорта с диском, где игроки, соревнуясь, пытаются пройти отрезки дистанции за наименьшее количество бросков диска (от стартовой точки — «ти» до мишени/корзины, сделав наименьшее количество бросков, каждый последующий бросок выполняется с места остановки диска).
Игра не на скорость, а на точность, в темпе спокойной прогулки между ТИ и корзиной.
Дискгольф-парки обычно прекрасно вписываются в инфраструктуру городских парков, лесопарков — там, где есть разнообразный ландшафт, предлагающий естественные преграды на траектории полета диска. Эти препятствия являются важной частью игры. Наиболее активно играют в дискгольф в Северной Америке и Скандинавских странах.
Дискгольф, в отличие от классического гольфа, более доступный и демократичный вид спорта. Определенных требований к форме одежды нет, для начала игроку будет достаточно пары дисков, чтобы начать играть. Почти все дистанции для дискгольфа — бесплатные. Проводятся также профессиональные соревнования с призами, в том числе денежными.

## Правила игры

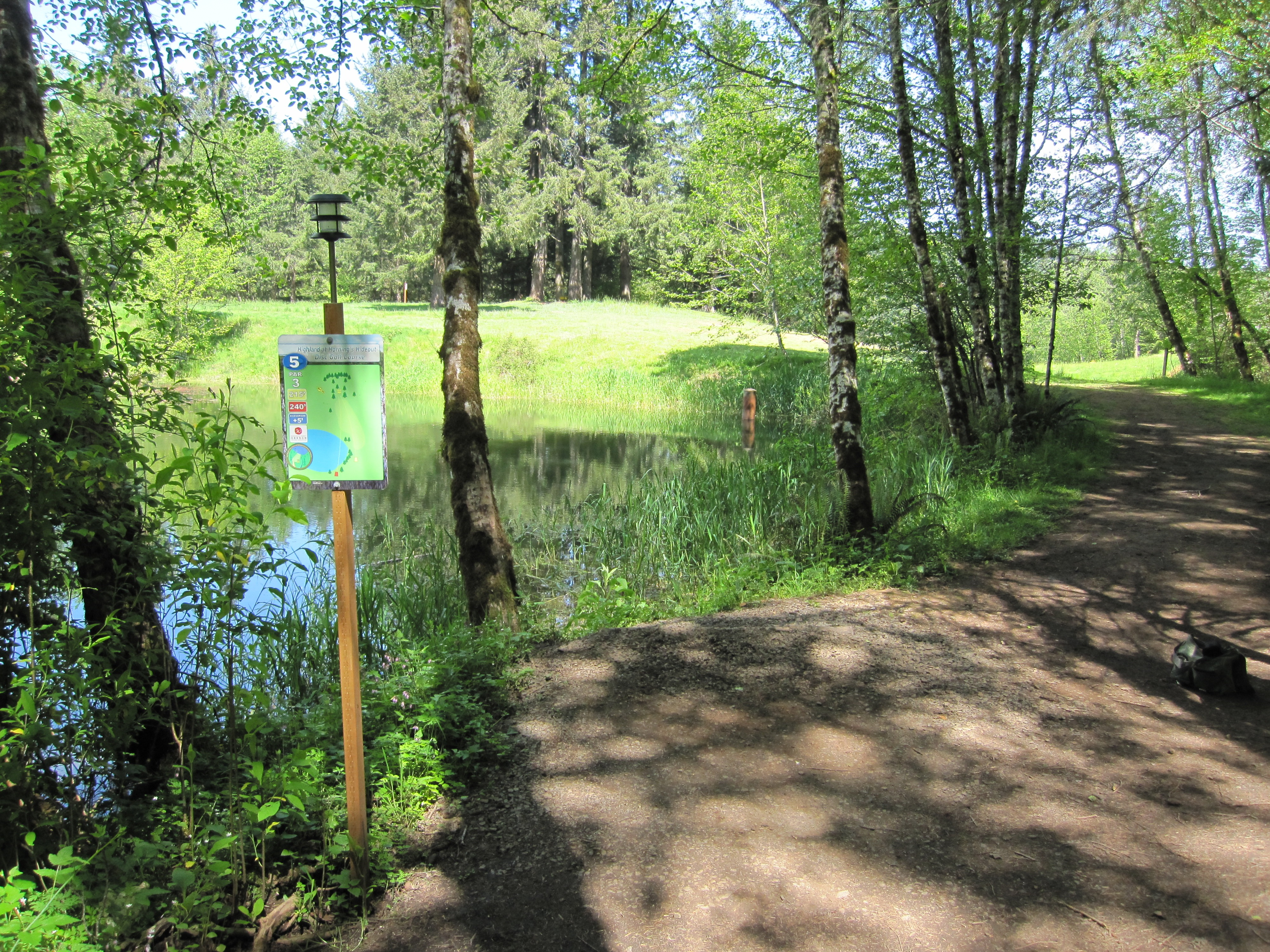
Ти — место броска

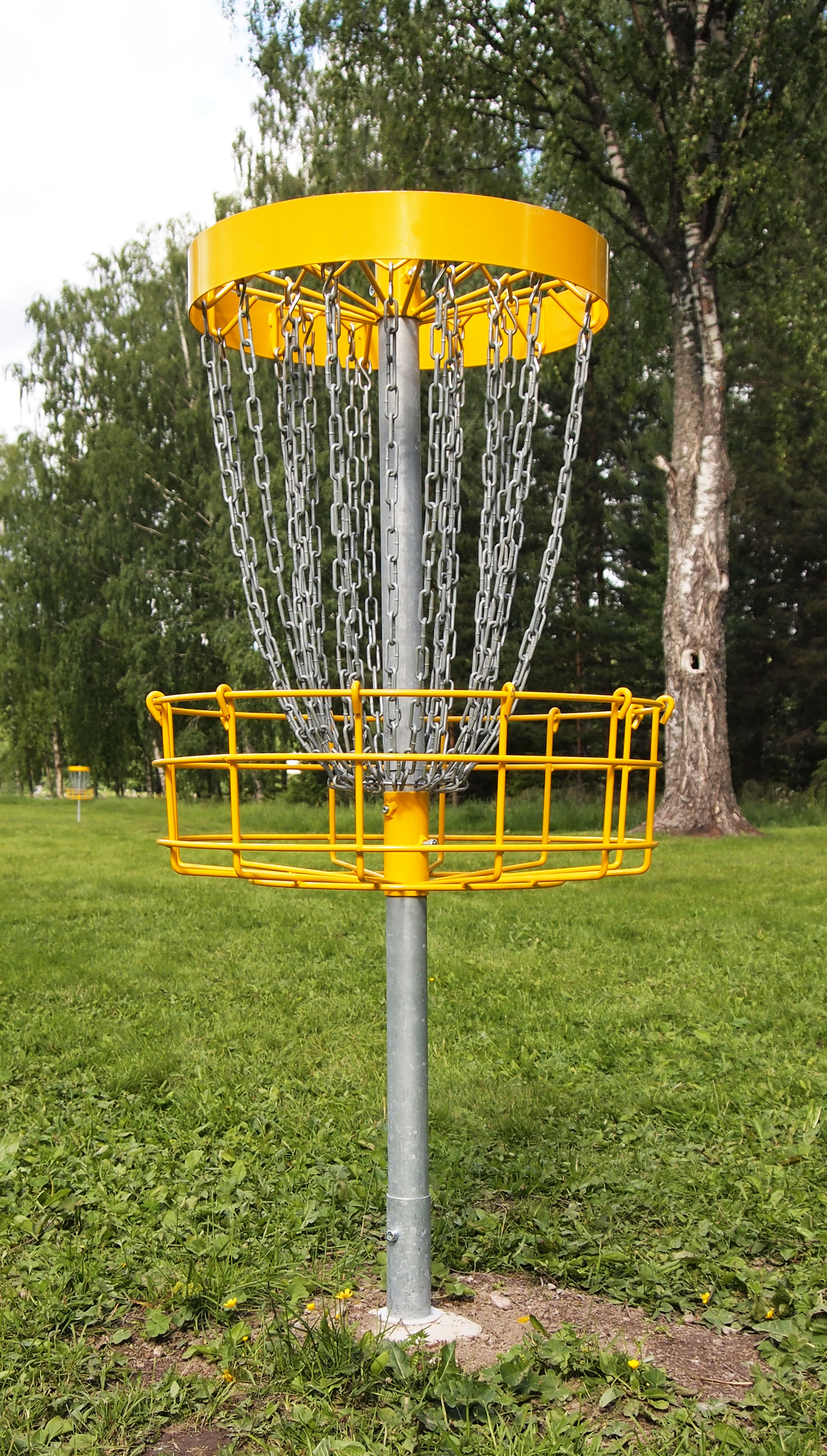
Корзина для Диск-гольфа

Игрок должен последовательно пройти дистанцию, традиционно состоящую из 18 отрезков, но достаточно часто встречаются сокращенные дистанции — из 9 отрезков, реже 6, 12, 24 и 27.

###### ТИ (англ.tee pad)
Начало отрезка («ти») — место броска, обычно искусственный ковёр-газон или бетонная площадка, ориентированная на корзину, так как она не всегда видна, и столбик с номером и схемой отрезка.

###### Корзина/мишень
Корзина на столбе, иногда с ярким жёлтым ободом сверху, и цепями-уловителями под ним. Сверху тот же номер отрезка. При попадании в цепи диск останавливается и падает в корзину с характерным звуком.
Иногда используются мишени — объекты, издающий особый звон при попадании в них диском, они, как правило, стоят дешевле корзин, однако приносят меньше удовлетворения от игры.

###### Ход игры
Игроки небольшими группами (3-5 человек) выполняют броски с первой точки «ти» в заданном порядке. Каждый последующий бросок выполняется с места остановки диска после предыдущего броска. Первым бросок выполняет тот, чей диск лежит дальше от корзины/мишени. Броски выполняются до тех пор, пока диск не попадёт в корзину. После того как все игроки группы завершили отрезок, они переходят к следующему отрезку, и так до конца дистанции.

###### Подсчёт очков
Броски на каждом отрезке складываются, а затем суммируются все броски со всех отрезков. Победителем становится тот, кто пройдёт дистанцию, выполнив наименьшее количество бросков.

### Счёт
| Счёт | Название                     | Описание                                                                 |
| ---- | ---------------------------- | ------------------------------------------------------------------------ |
| -4   | Кондор (Condor)              | На четыре броска меньше, чем пар                                         |
| −3   | Альбатрос (Albatross)        | На три броска меньше, чем пар                                            |
| −2   | Игл (Eagle)                  | На два броска меньше, чем пар                                            |
| −1   | Бёрди (Birdie)               | На один бросок меньше, чем пар                                           |
| 0    | Пар (Par)                    | Количество бросков, за которое игрок должен пройти отрезок по регламенту |
| +1   | Богги (Bogey)                | На один броска больше, чем пар                                           |
| +2   | Двойной богги (Double bogey) | На два броска больше, чем пар                                            |
| +3   | Тройной богги (Triple bogey) | На три броска больше, чем пар                                            |

## Диски
Изготовлены из гибкого мягкого пластика. Обычно диаметр диска 21 см и вес 150—180 г. Форма и вес диска регламентирован PDGA (Профессиональная ассоциация дискгольфа), в официальных соревнованиях игрок может использовать только одобренные PDGA диски.
Для дискгольфа используется огромное количество дисков, различающихся между собой различными полетными характеристиками. Основные полетные характеристики: скорость (Speed), планирование (Glide), поворот (Turn), спад (Fade). Имея различные комбинации полетных характеристик, диски образуют три основные группы: драйвер (для дальних бросков), мид-ренч (для бросков средней дальности) и паттер (для попадания в корзину). Основные полётные характеристики некоторые производители обозначают четырьмя цифрами в упомянутом порядке. Внешне диски отличаются профилем сечения — например, более плоское дно и более острый край у драйвера.
Так же существует мини-диск (маркер). Он используется игроками для маркировки места остановки диска. Мини-диск кладётся вплотную перед остановившимся диском, по линии от центра диска к корзине, и бросок выполняется от мини-диска.

## История возникновения
История одной из самых знаменитых игрушек XX века началась в 1871 году, когда Уильям Рассел Фрисби, управляющий пекарней компании Olds Baking Company в Бриджпорте, штат Коннектикут, выкупил предприятие и переименовал его в Frisbie Pie Company. Пироги снабжались поддонами из фольги, на которых было рельефно выштамповано название компании. Намного позже, в 1920-х, вечно голодные студенты Йельского университета, в больших количествах потреблявшие пироги пекарен Фрисби, использовали пустые поддоны для развлечения, перебрасывая их друг другу по воздуху.
В июне 1947 года американский пилот-любитель Кеннет Арнольд заявил, что во время полета над Каскадными горами видел несколько дискообразных объектов неизвестного происхождения, и с его легкой руки в газетах появился новый термин — летающая тарелка (flying saucer). А в начале июля американская пресса разнесла по всему миру настоящую сенсацию: в штате Нью-Мексико потерпел катастрофу инопланетный летательный аппарат! Весь мир обсуждал историю, которая прочно закрепила термин «летающая тарелка» в умах людей. Возможно, именно это и подтолкнуло двух американских пилотов-ветеранов Второй мировой — Уолтера Моррисона и Уоррена Францони — к изобретению пластикового аналога поддона Frisbie’s Pies.
Массовое производство дисков началось в 1951 году, но первая версия, несмотря на все попытки разрекламировать игрушку в связи с инопланетными летающими тарелками, не имела особого успеха (к тому времени Францони вышел из партнерства). К середине 1950-х Моррисон значительно усовершенствовал летающий диск, и проводимые изобретателем демонстрации привлекали многочисленных зрителей. Многие были уверены, что тарелка не может летать самостоятельно, и пытались рассмотреть тянущиеся за ней провода. Сообразительный Моррисон брал один доллар за «невидимый провод», а «волшебный» диск давал бесплатно. На одной из демонстраций диск увидели Артур Мелин и Ричард Нерр, владельцы компании WHAM-O, выпускавшей игрушки. Они сразу оценили потенциал, заложенный в простой, но эффектной тарелочке, и вскоре Моррисон продал им все права. В 1957 году тарелка под названием Pluto Platter появилась на прилавках магазинов. В 1958-м, когда Моррисон получил патент на своё изобретение, производители решили вернуться к историческому названию (изменив одну букву, чтобы избежать судебных разбирательств) — Frisbee.
1976 г. США — Эдвард Хэдрик создаёт DGA — Ассоциацию дискгольфа
1977 г. США — Эдвард Хэдрик патентует корзину для дискгольфа
1978 г. США — публикуется первое издание правил по дискгольфу
1982 г. США — Создаётся PDGA — Профессиональная ассоциация дискгольфа, для развития спорта по всему миру
1983 г. США — Дэвид Данипейс, сооснователь компании Innova Discs, патентует современную форму диска для дискгольфа

## Траектория полёта диска и специальные броски

##### Фазы полёта диска, выбор диска
В отличие от гольфа, у игрока в дискгольф больше возможностей выбрать траекторию полёта и способ броска. Мы будем рассматривать диски для дальних бросков (драйвер), так как у них наиболее выражены две фазы полёта. Также мы будем использовать в описание бросок бэкхенд правой рукой. Если вы левша, или бросаете форхенд, вам нужно зеркально отразить, то о чём пойдёт речь ниже.

###### 1) Высокоскоростная первая часть полёта (сильное вращение)
- По умолчанию все диски при высокой начальной скорости и скорости вращения будут стремиться направо, это называется поворот (Turn)
- При этом, если параметр скорости диска высокий (11-13), то новичку не хватит сил, чтобы диск пошёл правее. (ниже подъемная сила из-за более плоского профиля)
- Параметр Тёрн у диска тем сильнее, чем более отрицательное число указано на нём.
- Высокоскоростной диск, но с сильным тёрном компенсирует слабые броски новичков.

###### 2) Низкоскоростная фаза полёта (скорость диска падает от сопротивления воздуха)
- По умолчанию все диски при замедлении скорости будут стремиться налево, это называется спад (Fade) (за счет прецессии вызванной гравитацией)
- При этом, если параметр скорости диска высокий (11-13), то спад начнётся быстрее, и диск свалится налево. (ниже подъемная сила из за более плоского профиля)
- Параметр спад (Fade) у диска тем сильнее, чем больше число указано на нём,
- Диск с слабым поворотом (Turn), но сильным спадом (Fade) компенсирует сильные броски игроков, позволяя диску вернуться налево в конце образуя S образную траекторию полёта.

##### Идеальный драйвер диск
Идеальный драйвер диск для вас — диск который при броске с вашей техникой и силой будет пролетать точнее и дальше. Если вам не повезло, и вы все же купили не подходящий для вас диск (заваливается направо, не успев завернуть налево или же летит налево сразу же, сильно скрадывая дистанцию) То вы можете прибегнуть к хитрости — наклону диска в ту или иную сторону, компенсируя его полетные характеристики.

###### Хайзер и Анхайзер
Для бросков Бэкхенд правой рукой — Хайзер (англ. hyzer) — внешний (левый) край диска опущен вниз, Анхайзер — (англ. anhyzer) — внешний (левый) край диска поднят вверх. Для Бросков Форхенд, все наоборот. Все зависит от диска используемого в игре. Так обычное поведение диска при броске Бекхенд правой рукой — при снижение скорости его вращения — он падает левее первоначальной траектории запуска, при Форхенде — правее. Используя разные углы наклона, можно корректировать траекторию полёта каждого диска, заставляя его лететь правее/левее в первой части полёта (когда он крутится быстро). Таким образом, зная индивидуальные параметры полёта диска и используя разный угол наклона, можно успешно обходить все препятствия на пути к корзине. Например диск с сильным спадом, можно заставить лететь по U и S — образным траекториям, наклонив диск направо при броске Бэкхенд правой рукой (Анхайзер) На дистанции дискгольфа есть отрезки, где игрок обязан обойти препятствие, обычно дерево, только справа или только слева.

###### Специальные броски
В броске апсайд-даун диск бросают в вертикальном положении из-за плеча, так же как мяч или камень. Диск поворачивается в воздухе обычно в нормальное положение (вверх дном) и снижается снова вертикально. Бросок можно использовать например для преодоления высокого препятствия.
В некоторых случаях можно использовать бросок роллер, когда диск катится по земле. Бросок подходит для обхода препятствия снизу.
Также достаточно редким является бросок тамбер, диск бросают в вертикальном положении из-за плеча, при этом внутренняя сторона диска направлена к игроку. Бросок может быть как низким (прямо) и высоким (для обхода высоких препятствий). Особенность этого броска в обратном вращении, из-за которого практически отсутствует опасность того что диск покатится после падения на землю.

## Безопасность
Места для игры расположены обычно в общественных парках и летящий фрисби-диск представляет определённую опасность. Иногда отрезки могут даже пересекать велосипедную или спортивную дорожку. На газонах и скамейках могут быть наблюдающие, отдыхающие и другие игроки. Некоторые дистанции расположены по краю полей традиционного гольфа. При это проекты трассы планируются таким образом, чтобы не мешать остальным отдыхающим. В случае, когда на траектории возможного броска находятся люди, игроки должны дождаться, пока все отойдут на безопасное расстояние или привлечь их внимание криком фо-ор! Группа игроков должна отпустить ранее начавших играть на безопасное расстояние.

## Разное
Некоторые игроки практикуют игру в сумерках. На фрисби-диске укрепляют светодиоды и летящий диск представляет собой красивое зрелище. Зимой, когда темнеет рано, это остается единственным способом поиграть в любимую игру, и не потерять при этом ни одного диска.

## Дискгольф в России
Дискгольф в России появился в ноябре 2006 года. Спорт в Россию завез русский спортсмен Юрий Зеленцов, в то время постоянно проживающий в Хельсинки. На развитие спорта в России компания Иннова передала 9 портативных корзин и 100 дисков. Вскоре в Санкт-Петербурге был открыт «Первый дискгольф клуб» (впоследствии преобразованный в «Российскую ассоциацию диск-гольфа»).
В 2007 году российскими спортсменами было организовано несколько турниров по дискгольфу: мини-турнир в рамках фестиваля Алтимутация (Дахаб, Египет); Чемпионат России (Санкт-Петербург); Кубок Содружества (Москва).
В 2007 году впервые:
— был выявлен чемпион России — Юрий Ровда (Санкт-Петербург);
— российские игроки вошли в Профессиональную ассоциацию диск-гольфа;
— Россия была представлена на чемпионате Европы; представители: Юрий Зеленцов и Евгений Раскатов;
— Россия была представлена на Открытом первенстве Европы; представители: Эрик Реппун и Иосиф Юсим
В 2014—2015 году количество российских игроков с присвоенным рейтингом увеличилось.
6 российских спортсменов посетят 3й Евротур в Амстердаме 19-20 сентября 2015, это станет одним из самых массовых выездов российских спортсменов на международные турниры PDGA.
Сегодня постоянно в дискгольф играют в следующих городах (по мере возникновения): Санкт-Петербург, Великий Новгород, Москва, Краснодар, Нижний-Новгород, Уфа, Екатеринбург, Белгород, Псков, Тольятти.

### Трассы для игры в диск-гольф
На данный момент в России существует несколько стационарных трасс, доступных большую часть года:
— Парк Славы Архивная копия от 12 июля 2021 на Wayback Machine (Нижний Новгород) — 9 корзин;
— Экстримленд Архивная копия от 12 июля 2021 на Wayback Machine (Кстово, Нижегородская область) — 9 корзин;
— Завидово Архивная копия от 12 июля 2021 на Wayback Machine (Тверская область) — 9 корзин (в настоящий момент возможность игры в нем ограничена);
— Уктус Архивная копия от 12 июля 2021 на Wayback Machine (Екатеринбург, Свердловская область) — 18 корзин;
— Туутари Архивная копия от 12 июля 2021 на Wayback Machine (Ленинградская область) — 18 корзин;
— Дюны Архивная копия от 12 июля 2021 на Wayback Machine (Сестрорецк, Ленинградская область) — 9 корзин;
— Сколково Архивная копия от 12 июля 2021 на Wayback Machine (Москва) — 7 корзин;
— Дворец Пионеров Архивная копия от 26 января 2022 на Wayback Machine (Москва) — 9 корзин.
— Жигули (Тольятти, Самарская область, технопарк "Жигулевская долина") - 10 корзин.

### Чемпионы России по дискгольфу
| Год / Дивизион                                             | Место проведения                                                                         | Мужской          | Женский             | Юниорский    | Мастерс 40+     |
| ---------------------------------------------------------- | ---------------------------------------------------------------------------------------- | ---------------- | ------------------- | ------------ | --------------- |
| 2007 Архивная копия от 29 октября 2021 на Wayback Machine  | Санкт-Петербург                                                                          | Юрий Ровда       | ---                 | ---          | ---             |
| 2008                                                       | Хельсинки                                                                                | Эрик Реппун      | ---                 | ---          | ---             |
| 2009                                                       | Санкт-Петербург                                                                          | Михаил Кривый    | ---                 | ---          | ---             |
| 2010                                                       | Хельсинки                                                                                | Михаил Кривый    | ---                 | ---          | ---             |
| 2011                                                       | Хельсинки                                                                                | Иосиф Юсим       | ---                 | ---          | ---             |
| 2012                                                       | Хельсинки                                                                                | Михаил Кривый    | Олеся Елфимова      | ---          | ---             |
| 2013                                                       | Хельсинки                                                                                | Иосиф Юсим       | Олеся Елфимова      | ---          | ---             |
| 2014 Архивная копия от 27 сентября 2015 на Wayback Machine | Нижний Новгород                                                                          | Иосиф Юсим       | Диана Мухаметгалина | Василий Юсим | ---             |
| 2015 Архивная копия от 19 апреля 2021 на Wayback Machine   | Москва                                                                                   | Сергей Сорочкин  | Диана Мухаметгалина | Василий Юсим | ---             |
| 2016                                                       | Нижний Новгород                                                                          | Иосиф Юсим       | Диана Мухаметгалина | Василий Юсим | ---             |
| 2017                                                       | Москва                                                                                   | Сергей Сорочкин  | Ольга Черноярова    | Василий Юсим | ---             |
| 2018                                                       | Екатеринбург                                                                             | Сергей Сорочкин  | Ульяна Рогожникова  | ---          | ---             |
| 2019 Архивная копия от 12 мая 2021 на Wayback Machine      | Кстово (Нижегородская область)                                                           | Сергей Сорочкин  | Кристина Воронина   | Василий Юсим | ---             |
| 2020 Архивная копия от 18 апреля 2021 на Wayback Machine   | Туутари-Парк (Ленинградская область) Архивная копия от 16 апреля 2021 на Wayback Machine | Сергей Сорочкин  | Ольга Ёлкина        | ---          | Алексей Корниец |
| 2021 Архивная копия от 2 августа 2021 на Wayback Machine   | Туутари-Парк (Ленинградская область) Архивная копия от 2 августа 2021 на Wayback Machine | Сергей Сорочкин  | Дина Думанская      | ---          | Алексей Корниец |
| 2022 (на сайте PDGA не регистрировался)                    | Званское-Парк (Псковская область)                                                        | Николай Николаев | Дина Думанская      | ---          | Иосиф Юсим      |
| 2023 (на сайте PDGA не регистрировался)                    | Евразия Уктус (Екатеринбург)                                                             | Иван Сартаков    | Дина Думанская      | ---          | Сергей Гуров    |
| 2024 (на сайте PDGA не регистрировался)                    | Маленькая страна (Республика Татарстан)                                                  | Константин Басос | Дина Думанская      | ---          | Денис Андреев   |
| 2025                                                       | Игл парк (Рыбинск)                                                                       |                  |                     |              |                 |

### Чемпионы Национального тура по дискгольфу
| Год / Дивизион | Место проведения | Мужской       | Женский        | Юниорский | Мастерс 40+ |
| -------------- | ---------------- | ------------- | -------------- | --------- | ----------- |
| 2021           | Россия           | Иосиф Юсим    | Дина Думанская | ---       | Владимир Ли |
| 2022           | Россия           | Иван Сартаков | Дина Думанская | ---       | Иосиф Юсим  |
| 2023           |                  |               |                |           |             |